# کریو کنترل
کریو کنترل (به انگلیسی: Kerio Control) (که در گذشته دیوار آتشین کریو وین روت و قبل از آن وین روت پرو نامیده می‌شد) یک دیوار آتشین برای ورودیهای نرم‌افزاری است که توسط شرکت فناوری‌های کریو توسعه یافته است؛ (شرکتی که در گذشته با نام تاینی سافت‌ور شناخته می‌شده است)
کریو کنترل با دراختیار داشتن یک سرور مجازی، آنتی‌ویروس سوفوس درون پیکری (اختیاری است)، وب فیلترینگ، محدود کننده پهنای باند، مانیتور کننده اینترنت و مدیریت دسترسی به اینترنت منحصر به کاربر روی ویندوز و لینوکس حوزهٔ دفاعی خوبی را برای سازماندهی‌های کوچک تا متوسط فراهم می‌آورد. کریو به تازگی اعلام کرده است که نسخه ویندوز پس از هشتمین انتشار دیگر منتشر نمی‌شود.